# 中村有
中村 有（なかむら たもつ、1973年4月10日 - ）は、青森県出身の元サッカー選手、サッカー指導者。現役時代のポジションは、ミッドフィールダー（MF）。

## 来歴
選手として1992年から3年間フジタサッカークラブ及びベルマーレ平塚でプレー。
現役引退後の1997年、ベルマーレ平塚の下部組織で指導者としてのキャリアをスタートさせた。その後は横浜FC、ガイナーレ鳥取、東京ヴェルディなどでコーチを歴任。2013年からは、2年間V・ファーレン長崎のヘッドコーチを務めた。
2015年、大分トリニータのヘッドコーチに就任。2016年はU-18監督に配置転換された。
2021年、福井ユナイテッドFCのヘッドコーチに就任

## 所属クラブ
- 1992年 - 1994年 フジタサッカークラブ / ベルマーレ平塚

## 個人成績
| 国内大会個人成績 | 国内大会個人成績 | 国内大会個人成績 | 国内大会個人成績 | 国内大会個人成績             | 国内大会個人成績 | 国内大会個人成績 | 国内大会個人成績  | 国内大会個人成績 | 国内大会個人成績 | 国内大会個人成績 | 国内大会個人成績 |
| 年度             | クラブ           | 背番号           | リーグ           | リーグ戦                     | リーグ戦         | リーグ杯         | リーグ杯          | オープン杯       | オープン杯       | 期間通算         | 期間通算         |
| 年度             | クラブ           | 背番号           | リーグ           | 出場                         | 得点             | 出場             | 得点              | 出場             | 得点             | 出場             | 得点             |
| 日本             | 日本             | 日本             | 日本             | リーグ戦                     | リーグ戦         | リーグ杯         | リーグ杯          | 天皇杯           | 天皇杯           | 期間通算         | 期間通算         |
| ---------------- | ---------------- | ---------------- | ---------------- | ---------------------------- | ---------------- | ---------------- | ----------------- | ---------------- | ---------------- | ---------------- | ---------------- |
| 1992             | フジタ           |                  | 旧JFL            |                              |                  |                  |                   |                  |                  |                  |                  |
| 1993             | フジタ           |                  | 旧JFL            |                              |                  |                  |                   |                  |                  |                  |                  |
| 1994             | 平塚             | -                | J                | 0                            | 0                | 0                | 0                 |                  |                  |                  |                  |
| 通算             | 日本             | 日本             | J                | 0                            | 0                | 0                | 0\|\|\|\|\|\|\|\| |                  |                  |                  |                  |
| 通算             | 日本             | 日本             | 旧JFL            | \|\|\|\|\|\|\|\|\|\|\|\|\|\| |                  |                  |                   |                  |                  |                  |                  |
| 総通算           | 総通算           | 総通算           | 総通算           | \|\|\|\|\|\|\|\|\|\|\|\|\|\| |                  |                  |                   |                  |                  |                  |                  |

## 指導歴
- 1997年 - 2003年 ベルマーレ平塚/湘南ベルマーレ
  - 1997年 - 1998年 U-10 コーチ
  - 1999年 U-10 監督
  - 2000年 - 2001年 U-12 監督
  - 2001年 U-18 コーチ
  - 2002年 - 2003年 U-15 監督
- 2004年 JAPANサッカーカレッジ コーチ
- 2005年 - 2007年 横浜FC コーチ
- 2008年 ガイナーレ鳥取 ヘッドコーチ
- 2009年 東京ヴェルディ コーチ
- 2010年 - 2012年 ガイナーレ鳥取 ヘッドコーチ
- 2013年 - 2014年 V・ファーレン長崎 ヘッドコーチ
- 2015年 - 2016年 大分トリニータ
  - 2015年 ヘッドコーチ
  - 2016年 U-18監督
- 2017年 - 2020年 上武大学サッカー部 コーチ
- 2021年 -2025年 福井ユナイテッドFC ヘッドコーチ